# مواد متخلخل
مواد متخلخل(ماده‌های آژنگ‌دار، ماده‌های شکنج‌دار) (به انگلیسی porous materials) به‌طور کلی به مواد جامدی که در ساختارشان حاوی حفره و منفذ هستند گفته می‌شود. یکی از مفاهیم مهمی که در مواد متخلخل مورد بررسی قرار می‌گیرد تخلخل می‌باشد. تخلخل از تقسیم حجم حفرات به حجم کلی ماده بدست می‌آید. برای اینکه بتوان ماده ای را متخلخل نامید آن ماده باید تخلخل بین / ۲–۰ / ۹۵ داشته باشد.

## مقدمه
به‌طور کلی مواد جامدی که در ساختارشان حاوی حفره و منفذ هستند به عنوان مواد متخلخل تعریف می‌شوند. یکی از مفاهیم مهمی که در مواد متخلخل مورد بررسی قرار می‌گیرد تخلخل می‌باشد. تخلخل از تقسیم حجم حفرات به حجم کلی ماده بدست می‌آید. برای اینکه بتوان ماده ای را متخلخل نامید آن ماده باید تخلخل بین / ۲–۰ / ۹۵ داشته باشد.
مواد متخلخل توجه دانشمندان را به دلیل کاربردهای گوناگون در جدایش مولکولی، کاتالیز هتروژن، تکنولوژی جذب یا تکنولوژی نور و الکترونیک جلب کرده‌اند. به‌طور کلی مساحت سطحی ماده متخلخل بالاتر از ماده غیرمتخلخل خود می‌باشد.
حفرات موجود در مواد متخلخل به دو نوع حفرات باز و حفرات بسته تقسیم می‌شوند. حفرات باز به سطح ماده دسترسی دارند ولی حفرات بسته در درون ماده محبوس هستند. در کاربردهای اساسی نظیر فرایندهای کاتالیستی، جداسازی و فیلتراسیون، حفرات باز نقش اساسی دارند. اما مهمترین کاربرد حفرات بسته شامل ساخت عایق‌های حرارتی، صوتی و وسایلی با چگالی پایین می‌باشد.

### دسته‌بندی مواد متخلخل
مواد متخلخل بر حسب اندازه منافذ بدست آمده از داده‌های جذب گاز شناسایی می‌شوند و قرارداد آیوپاک برای دسته‌بندی اندازه حفره و ایزوترمهای جذب گاز پیشنهاد شده‌است که ارتباط بین تخلخل و جذب را نشان می‌دهند.

#### دسته‌بندی مواذمتخلخل براساس قانون آیوپاک
۱. مواد میکرو پروس: اندازه منافذ در این مواد از ۲ نانومتر کوچکتر است.
۲. مواد مزوپروس": اندازه منافذ در این مواد بین ۲ تا ۵۰ نانومتر می‌باشد.
۳. مواد ماکروپروس: اندازه منافذ در این مواد بزرگتر از ۵۰می‌باشد.

### کشف مواد مزو متخلخل (مزوپروس)
محدودیت بزرگ مواد میکروپروس در مواجهه با مولکول‌های بزرگ و واکنش‌های حجیم باعث شده تلاش‌های زیادی برای سنتز موادی با ویژگی‌های مشابه ولی با اندازه منافذ بزرگتر صورت گیرد. انواع مختلفی از ترکیبات با حفرات در اندازه مزو، مثل سیلیکا و خاک‌های رسی، در مقالات گزارش شده که به عنوان کاتالیست و جاذب کاربرد دارند، ولیکن به دلیل ساختار آمورف (غیر کریستالی)، پایداری حرارتی پایینی داشته و در ضمن توزیع اندازه حفرات در این مواد بسیار گسترده می‌باشد که نقص عمده ای برای این مواد به‌شمار می‌رود.
یکی دیگر از برتری‌های این مواد نسبت به مواد میکرو پروس، توزیع سریعتر مولکول‌ها در حفرات این مواد به علت اندازه بزرگتر حفرات می‌باشد. از دیگر ویژگی‌های این مواد، قابلیت تنظیم اندازه حفرات، در جریان سنتز می‌باشد. با توجه به اینکه این مواد کاربردهای زیادی در زمینه کاتالیز، جداسازی، ساخت غشاها و ساخت سنسورها دارند، سنتز و شناسایی و کاربرد این مواد به یک حیطه کاری جدید برای محققان تبدیل شده‌است.

#### دسته‌بندی مواذ مزوپروس
مواد مزوپروس بر اساس نوع مواد تشکیل دهنده دیواره حفرات، به دو دسته کلی مواد مزوپروس سیلیکاتی و غیر سیلیکاتی تقسیم می‌شوند:

##### الف: مواد مزو پروس غیر سیلیکاتی
مواد مزوپروس غیر سیلیکاتی بیشتر شامل اکسید و فسفات فلزات و ترکیبات کربنی بوده و دارای خواص ساختاری متنوعی می‌باشند که موجب گسترش کاربردهای آن بویژه در کاتالیز، فوتوکاتالیز، ساخت سنسورها و وسایل نوری، تکنیکهای جداسازی و پوشش‌های هوشمند می‌شود. با این حال به دلیل شرایط حساس و سخت سنتز، کارهای گزارش شده در مورد این مواد کمتر از کارهای گزارش شده در مورد مواد مزوپروس سیلیکاتی می‌باشد. از میان مواد مزوپروس اکسیدی، اکسیدهای آهن اهمیت ویژه ای به دلیل استفاده از آنها در ذخیره‌سازی مغناطیسی، کاتالیست و پتانسیل الکترودها در باتری‌های لیتیمی دارند و اگر اکسیدهای آهن مزوپروس با سطح بالا و چهارچوب کریستالی بتواند تشکیل شود.
ساختارهای مزوپروس غیر سیلیکاتی خود به دسته‌های مختلف تقسیم می‌شوند:
1. ساختارهای اکسیدی مانند فسفات آلومینیوم، آلومینا، تیتانیا و …
2. ساختارهای کربنی
3. فلزات
4. ساختارهای نیتریدی

##### ب: مواد مزوپروس سیلیکاتی
تلاش‌ها برای تولید مواد متخلخل با حفرات منظم و بزرگ، در سال ۱۹۹۲ نتیجه داد و محققان شرکت نفتی موبیل توانستند مواد مزوپروس سیلیکاتی با حفرات بزرگتر از ۲ میلیمتر را با توزیع باریک اندازه حفرات سنتز کنند. این مواد دارای مساحت سطحی بزرگتری نسبت به مواد میکروپروس هستند. سطح ویژه این مواد به قدری بالاست که عملاً ۳gr از این مواد، مساحت سطحی معادل یک زمین فوتبال را دارد.
مساحت سطحی بزرگتر موجب می‌شود این مواد ظرفیت جذب بیشتری نسبت به مواد میکروپروس داشته باشند و ضریب تخلخل بالا و حفرات بزرگتر نیز باعث می‌شوند مشکل گرفتگی حفرات در این مواد کمتر رخ دهد.

##### 1. انواع مواد مزوپروس سیلیکاتی
از ترکیبات مزوپروس سیلیکاتی که دارای نظم ساختاری و توزیع باریک اندازه حفرات هستند می‌توان به دسته‌های M41S, SBA-n، FSM-n، MSU و HMS اشاره نمود،
از ترکیبات مورد اشاره بیشترین مطالعه روی دسته M41S صورت گرفته‌است. بخصوص ترکیب 41-MCM که عضو اصلی این گروه به حساب می‌آید. در بخش بعدی به‌طور مفصل در مورد ساختار و مکانیزم‌های سنتز این ماده صحبت می‌شود.
ترکیبات M41S: سه عضو اصلی این گروه، MCM41 (فاز هگزاگونال)، 48-MCM (فاز مکعبی) و 50-MCM (فاز لایه لایه (ورقهای)) می‌باشند.
ترکیب 48-MCM دارای حفراتی با نظم مکعبی می‌باشد. به علت ساختار سه بعدی حفرات این ماده، سطح درونی این ماده راحت تر در اختیار مولکول‌های میهمان قرار می‌گیرد و نسبت به 41-MCM کمتر دچار گرفتگی حفرات می‌شود. مساحت سطح درونی این ماده ۹۰۰ تا ۱۳۰۰ متر مربع بر گرم است و حجم داخلی آن ۹ تا۱٫۳سانتی متر مکعب بر گرم می‌باشد. شبکه کانال‌های تخلخل پیوسته و باز این ترکیب سبب شده‌است که در کاربردهایی در زمینه رهایش دارو و نقل و انتقال سریع مولکول‌های دارو، مشارکت داشته باشد.
عضو سوم این گروه ترکیب 50-MCM می‌باشد. این ترکیب ساختار ورقه ای لایه لایه) داشته و پایداری حرارتی پایین‌تری نسبت به 41-MCM و 48-MCM دارد. ساختار ناپایدار و تخلخل کوچک باعث شده این ترکیب کمتر مورد توجه قرار گیرد.
مواد SBA-n:این مواد نیز همانند خانواده M41S دیواره سیلیکاتی دارند. سنتز این مواد با استفاده از پیش ماده‌های سیلیکونی در محیط اسیدی و با کوپلیمرها به عنوان قالب صورت می‌گیرد. اندازه حفرات در این مواد بزرگتر از مواد M41S می‌باشد. مواد مختلفی از این دسته مثل SBA-1، SBA-2، SBA-8 و SBA-15  سنتز شده‌است.
| ساختار کریستالی         | حفرات ترکیباتSBA_n |
| ----------------------- | ------------------ |
| 3D cubic highly ordered | SBA-1              |
| 3D hexagonal            | SBA_2              |
| hexagonal               | SBA_3              |

ترکیبات FSM-n:مکانیزم سنتز این مواد متفاوت از سنتز مواد M41S می‌باشد. به علت مکانیزم و سنتز متفاوت، دیواره این مواد در برابر مواد M41S ضخامت دارد. همچنین این مواد در مقایسه با M41S | گروه‌های سیلانول سطحی کمتری دارند. این دو عامل باعث افزایش پایداری حرارتی و هیدروترمال این مواد می‌شود. ترکیبات 16-FSM و 41-FSM دو نمونه از این خانواده می‌باشند که 16-FSM از لحاظ ساختمانی به 41-MCM شباهت زیادی دارند و با استفاده از ماده فعال سطحی ۱۶ کربنی سنتز می‌شوند. این مواد دیواره ضخیم‌تر و فشرده تری دارند.
ترکیبات MSU:ترکیبات MSU از دیگر مواد مزوپروس سیلیکاتی با اندازه تخلخل۲۰–۴۰ آنگستروم می‌باشد که با گروه فضایی P6mm و ساختار D2 هگزاگونال مطابقت دارد. این ترکیبات کمتر مورد توجه واقع شده‌اند. کاربرد این ترکیبات نیز در زمینه سیستم‌های رهایش دارو گزارش شده‌است. در بین تمام مواد مزوپروس سیلیکا که برای ذخیره و رهایش دارو بررسی شده‌اند، این ترکیبات بالاترین ذخیره مولکول‌های دارویی را دارند. از خصوصیات مهم دیگر این مواد تنوع شکل ذرات است که با کنترل پارامترهای مختلف در حین سنتز قابل دستیابی است.
ترکیبات HMS:کره‌های مزوپروس توخالی HMS با ساختار هگزاگونال و با گروه تقارنی 6pmm از دیگر مواد مزوپروس می‌باشند که به عنوان حمل کننده بسیار کوچک در زمینه رهایش دارو و کاتالیست کاربرد دارند.
زو و همکارانش یک روش ساده برای تهیه ترکیبات HMS گزارش کرده‌اند و از این ترکیبات برای برای ذخیره دارو و رهایش داروی ایبوپروفن استفاده نموده‌اند.

### تشکیل مواد مزوپروس
مکانیزم پیشنهادی برای تشکیل مواد مزوپوروس: برای تشریح مکانیزم مواد مزوپروس، مدل‌های بسیاری پیشنهاد شده‌است، اما همگی دارای یک چارچوب مشابه بوده که در آن از مواد فعال سطحی برای هدایت پیش ماده‌های معدنی جهت تشکیل مواد مزوپروس استفاده می‌شود.
دانستن شیمی محلول‌های حاوی ماده فعال سطحی، شرط لازم برای فهم مکانیزم تشکیل مواد مزوپروس می‌باشد. مواد فعال سطحی دارای یک سر آبدوست و یک گروه انتهایی آبگریز بلند بوده و در محلول به گونه ای تجمع می‌یابند که تماس بین دو انتهای آنها به حداقل برسد. تفاوت در نحوه برهم کنش پیش ماده معدنی با ماده فعال سطحی باعث ایجاد تفاوت در مدل‌های پیشنهادی برای سنتز مواد مزوپروس می‌شود.
با حل شدن مواد فعال سطحی در محلول آبی و افزایش غلظت آن، ترکیبات بسیار فعال با ساختارهای متفاوت پدید می‌آید. در غلظت‌های پایین، مولکول‌های ماده فعال سطحی به صورت تک تک هستند، اما با افزایش غلظت، مولکولها متراکم شده و با تشکیل فرم مایسل'، از آنتروپی سیستم می‌کاهند.
CMC کمترین غلظتی از ماده فعال سطحی است که در آن مولکولها شروع به متراکم شدن می‌کنند و تشکیل مایسل می‌دهند. با افزایش غلظت ماده فعال سطحی در محلول به ترتیب فازهای هگزاگونال، مکعبی و لایه ای تشکیل می‌شود.
تشکیل فازهای کریستالی علاوه بر غلظت مواد فعال سطحی به طبیعت ماده فعال سطحی، طول زنجیره هیدروکربنی، ماهیت گروه‌های سر ماده فعال سطحی و شرایط محلول مانند pH دما و قدرت یونی وابسته است. معمولاً CMC با افزایش طول زنجیر، ظرفیت یون مخالف و قدرت یونی محلول کاهش می‌یابد و با افزایش شعاع یون مخالف، pH و درجه حرارت محلول افزایش می‌یابد.

#### دو نوع مکانیزم برای تشکیلمواد مزوپروس سیلیکاتی تعریف می‌شود
۱. مکانیزم قالب‌گیری کریستال‌های مایع (LCT)
منبعی در این صفحه برای شامل‌کردن در این فهرست وجود ندارد.
۲. مکانیزم صفحات تاشو
مکانیزم قالب‌گیری کریستال‌های مایع بیشتر برای تهیه ترکیبات M41s تعریف می‌شود به همین دلیل به‌طور کامل در بخش بعدی توضیح داده می‌شود. اما مکانیزم دوم مربوط به سنتز ترکیبات FSM می‌باشد. از این مکانیزم، محققان ژاپنی در سنتز FSM با حفرات متحدالشکل استفاده نموده‌اند. آنها این ماده را از تبادل یون‌های *Na موجود در لایه‌های کانمیت (نوعی از سدیم سیلیکات آبدار تشکیل شده از صفحات لایه ای با کاتیون‌های ماده فعال سطحی تهیه نمودند.
در این روش این‌طور فرض می‌شود که پس از اینکه مواد فعال سطحی از طریق تبادل یون وارد ساختار لایه ای شدند، صفحات سیلیکات به دور مواد فعال سطحی تا شده و به شکل ساختار مزو فشرده می‌شوند. محصول نهایی به 41-MCM شباهت دارد، اما به ساختار کانمیت اولیه شباهتی ندارند.

### اصلاح ترکیبات مزوپورس سیلیکاتی
به علت خنثی بودن ساختار مواد مزو پروس 48-MCM و 41-MCM، این مواد فعالیت کانالیتیکی بسیار کمتری نسبت به مواد میکروپروس دارا می‌باشند. پایداری حرارتی و هیدروترمال این مواد نیز در مقایسه با زئولیت‌ها، پایین‌تر می‌باشد؛ لذا نیاز به اصلاح ساختار مواد مزوپروس به منظور بهبود خواص آنها احساس می‌شود. اصلاح کردن مواد مزوپروس خواص متنوعی به این مواد می‌بخشد. بطوریکه این مواد کاربردهای مختلفی در زمینه‌هایی مثل کاتالیز واکنش‌های شیمیایی، فرایندهای جداسازی و ساخت سنسورهای شیمیایی پیدا می‌کنند. با توجه به نوع موادی که وارد ساختار مواد مزوپروس می‌شوند، روش‌های مختلفی برای سنتز وجود دارد: مشارکت فلزات در ساختار مواد مزوپروس، وارد سازی گروه‌های آلی به ساختار مواد مزوپروس ایجاد ذرات و رشته‌های نانو در درون حفرات مواد مزوپروس.